# Christian Rodrigo Zurita
Christian Rodrigo Zurita (Salta, 24 de julho de 1979), é um futebolista argentino que joga atualmente pelo Gaziantepspor da Turquia.
Zurita iniciou sua carreira na primeira divisão argentina em 1997 jogando pelo Gimnasia y Tiro de sua cidade natal. Após o clube cair para a divisão de acesso, ele resolveu permanecer mais uma temporada para ajudar a levar o time de volta a divisão principal.
Mas como não conseguiu o acesso no ano seguinte, Zurita resolveu mudar de ares. Se transferiu diretamente para o clube San Lorenzo de Almagro, retornando a primeira divisão. Jogou 7 anos na primeira divisão de seu país, tendo passado por Independiente e Colón antes de chegar a seu atual clube, o Gaziantepspor.